# Jurbarkas landskommun
Jurbarko rajono savivaldybė är en kommun i Litauen.   Den ligger i länet Tauragė län, i den centrala delen av landet, 160 km väster om huvudstaden Vilnius. Antalet invånare är 28 675. Arean är 1 507 kvadratkilometer.
Terrängen i Jurbarko rajono savivaldybė är platt.
Följande samhällen finns i Jurbarko rajono savivaldybė:
- Jurbarkas
- Smalininkai